# Shawal Anuar
Shawal Anuar (Singapur; 29 de abril de 1991) es un futbolista de Singapur que juega en las posiciones de extremo y delantero con el Lion City Sailors de la Liga Premier de Singapur desde el año 2023.

## Carrera

### Club
| Periodo   | Club                  |
| --------- | --------------------- |
| 2013      | Keppel Monaco         |
| 2014–2019 | Geylang International |
| 2020–2022 | Hougang United        |
| 2023–     | Lion City Sailors     |

### Selección nacional
Shawal fue conovado para jugar con Singapur por el entrenador V. Sundramoorthy en 2016 para los partidos ante Malasia y Hong Kong. Terminó debutando ante Hong Kong entrando de cambio al minuto 79 por Gabriel Quak.
Shawal anotó su primer gol internacional en su segundo partido con la selección ante Afganistán en el minuto 46 en la derrota por 1-2. Anotó dos goles en la victoria por 3–1 sobre Maldivas en el partido amistoso antes de jugar en la Copa Mitsubishi Electric AFF 2022. Shawal anotó un gol en la Copa Mitsubishi Electric AFF 2022 en la victoria por 3-2 sobre Birmania en el partido inaugural. Anotó otro gol en el torneo en la victoria por 2–0 sobre Laos en el minuto 94.
Anotó dos goles en el Singapore National Stadium en los partidos amistosos de junio de 2023 ante Papúa Nueva Guinea e Islas Salomón, los cuales terminaron empatados. Anotó un gol ante Guam por la clasificación de AFC para la Copa Mundial de Fútbol de 2026. El 21 de noviembre de 2023 Shawal anotó ante Tailandia por la clasificación de AFC para la Copa Mundial de Fútbol de 2026.

## Logros

### Club
- Singapore Premier League: 2024–25
- Singapore Cup: 2022, 2023, 2024–25
- Singapore Community Shield: 2024
- Singapore League Cup: 2016

### Individual
- Equipo Ideal de la Singapore Premier League: 2019, 2023, 2024–25
- Jugador del mes de la Singapore Premier League: Junio 2019
- Gol del año de la Singapore Premier League: 2024–25
- Gol más rápido en la AFC Champions League Two (18 segundos).